# Bathyleberis thrix
Bathyleberis thrix is een mosselkreeftjessoort uit de familie van de Cylindroleberididae. De wetenschappelijke naam van de soort is voor het eerst geldig gepubliceerd in 1988 door Kornicker.